# Риальто (муниципалитет)
Риальто (итал. Rialto) — коммуна в Италии, располагается в регионе Лигурия, в провинции Савона.
Население составляет 568 человек (2008 г.), плотность населения составляет 29 чел./км². Занимает площадь 20 км². Почтовый индекс — 17020. Телефонный код — 019.
Покровителем коммуны почитается святой апостол Пётр, празднование 29 июня.

## Демография
Динамика населения:

## Города-побратимы
- Кауто-Кристо, Куба

## Администрация коммуны
- Официальный сайт: https://web.archive.org/web/20070407000148/http://www.comunedirialto.it/